# Belfort-du-Quercy
Belfort-du-Quercy è un comune francese di 540 abitanti situato nel dipartimento del Lot nella regione dell'Occitania.

## Società

### Evoluzione demografica
Abitanti censiti